# Mahtābī
Mahtābī (persiska: مهتابی) är en ort i Iran.   Den ligger i provinsen Ilam, i den västra delen av landet, 500 km sydväst om huvudstaden Teheran. Mahtābī ligger 705 meter över havet och antalet invånare är 298.
Terrängen runt Mahtābī är kuperad åt nordost, men åt sydväst är den bergig. Runt Mahtābī är det ganska glesbefolkat, med 42 invånare per kvadratkilometer. Närmaste större samhälle är Ābdānān, 16,2 km väster om Mahtābī. Omgivningarna runt Mahtābī är i huvudsak ett öppet busklandskap.